# Laura Keates
Pas d'image ? Cliquez ici

a Compétitions nationales et continentales officielles uniquement.

b Matchs officiels uniquement.
Dernière mise à jour le 13 septembre 2024.
Laura Keates, née le 5 août 1988 à Awali (en) (Bahreïn), est une joueuse internationale anglaise de rugby à XV évoluant au poste de pilier. Elle joue au Loughborough Lightning.

## Biographie
Laura Keates naît le 5 août 1988 à Awali (en) au Bahreïn. Elle rejoint le club de Worcester (en) en 2005 : elle y joue pendant 18 ans, jusqu'à la liquidation des Warriors. Elle est diplômée en odontologie au sein de l'université de Birmingham. À seulement seize ans, elle est sélectionnée avec l'équipe nationale des moins de 19 ans, dont elle est capitaine. De même avec la sélection des moins 20 ans.
En 2011, elle connaît sa première sélection avec l'équipe d'Angleterre contre les États-Unis.
Trois ans plus tard, elle participe à la Coupe du monde 2014 où les Red Roses sont sacrées championnes du monde.
Pendant la préparation de la Coupe du monde 2017, elle se rompt le tendon d'Achille. Elle passe dix-neuf mois sans jouer.
En juin 2019, elle affronte l'Angleterre sous les couleurs des Barbarians.
Au mois de novembre 2020, alors qu'elle s'apprête à revenir en sélection anglaise pour un test contre la France, elle se rompt les ligaments croisés.
Elle retrouve les terrains en octobre 2021, au cours d'un match de championnat sur le terrain du Loughborough Lightning.[réf. nécessaire]
En 2022, elle compte 62 sélections en équipe nationale quand elle est retenue pour disputer la Coupe du monde en Nouvelle-Zélande. Mais une fois là-bas, elle se rompt de nouveau les ligaments croisés à l'entrainement et ne joue pas la compétition.
Fin 2023, son club des Worcester Warriors est placé en redressement judiciaire et quitte le championnat. Laura Keates se retrouve sans club alors qu'elle est en train de terminer sa rééducation.
En mars 2024, elle signe avec le club du Loughborough Lightning et après presque deux ans loin des terrains, elle finit par rejouer le 28 avril, en Coupe d'Angleterre. Au mois d'août, elle joue à nouveau avec les Barbarians, contre l'Afrique du Sud.

## Palmarès
- Vainqueur du Tournoi des Six Nations en 2012.
- Vainqueur de la Coupe du monde en 2014.